# Aaron's
Aaron's, Inc., (NYSE: AAN), är ett amerikanskt bolag som säljer och leasar ut produkter inom produktgrenarna datorer, hemelektronik, hushållsapparater och möbler till både privata- och kommersiella kunder. Aaron's rankas som USA:s största inom sin bransch med fler än 2000 butiker i 48 amerikanska delstater och Kanada.